# Electric Café (En Vogue)
Electric Café è il settimo album in studio del gruppo musicale femminile statunitense En Vogue, pubblicato nel 2018.

## Tracce
Edizione Standard
1. Blue Skies – 5:24
2. Deja Vu – 4:34
3. Rocket – 3:51
4. Reach 4 Me – 3:50
5. Electric Café – 4:34
6. Life – 4:09
7. Love the Way – 3:48
8. Oceans Deep – 3:18
9. Have a Seat (featuring Snoop Dogg) – 3:49
10. I'm Good – 4:05
11. So Serious – 4:46

Traccia Bonus
1. Have a Seat (no-rap version) – 3:33